# Alluaudia insignis
Alluaudia insignis är en skalbaggsart som beskrevs av Auguste Lameere 1893. Alluaudia insignis ingår i släktet Alluaudia och familjen långhorningar.
Artens utbredningsområde är:
- Ghana.
- Liberia.

Inga underarter finns listade i Catalogue of Life.